# Université de Vigo
L’université de Vigo, dont le nom officiel en galicien est Universidade de Vigo (ou  UVIGO), est une institution d'enseignement supérieur espagnole basée à Vigo (Pontevedra) et qui possède des campus dans les villes de Vigo, Pontevedra et Orense.

## Présentation
L'université comprend trois campus situés à Vigo, Pontevedra et Ourense. Depuis 2018, le recteur en est le professeur Manuel Joaquín Reigosa Roger, agrégé en biologie.
L'Uvigo fonctionne en indépendance administrative et fait partie de la Commission Interuniversitaire de Galice (CiUG), un organisme appartenant au Conseil de la culture, de l'éducation et de la gestion universitaire du gouvernement autonome de la Galice.

## Personnalités liées à l'université

### Professeurs
- María José Martínez Patiño (1961-), coureuse de haies espagnole.

### Étudiants
- Carmela Troncoso, ingénieure.